# Patrick Friou
Patrick Friou, né le 8 janvier 1955 à Saintes, est un coureur cycliste français. Son frère Dominique né en 1957 fut également coureur cycliste mais uniquement amateur.

## Biographie
Amateur, il est sociétaire du Vélo-Club Saintais. Professionnel de 1978 à 1982, il remporte notamment le Grand Prix de Plouay en 1980.

## Palmarès

### Amateur
- Amateur
  - 1970-1977 : 130 victoires
- 1975
  - Montoire-Versailles
  - 2e du Tour du Béarn
- 1976
  - 1re étape de la Route de France
  - Trophée Peugeot du Sud-Ouest
  - Prix Albert-Gagnet
  - 3e du Critérium de La Machine
- 1977
  -  Champion de France sur route amateurs
  - Palme d'or Merlin-Plage
  - Circuit de la vallée de la Loire
  - 1re étape du Tour de l'Avenir
  - Paris-Évreux
  - Grand Prix de Cours-la-Ville
  - 8e étape du Tour de Yougoslavie
  - 3e du Grand Prix de l'Équipe et du CV 19e
- 1983
  - 3e du Grand Prix de Montamisé
- 1986
  - 2e de la Ronde du Cognac
  - 2e du Tour du Canton de Gémozac
  - 2e de Tercé-Montlouis
- 1988
  - Tercé-Tercé
  - 2e étape du Tour du Poitou-Charentes
- 1989
  - Grand Prix de Cherves
  - Flèche Charente Limousine
  - 2e du Tour du Pays des Olonnes
  - 3e du Souvenir Louison-Bobet
- 1990
  - 1re étape du Circuit des plages vendéennes

### Professionnel
- 1978
  - 3e de Paris-Bourges
- 1979
  - 4e étape du Tour du Limousin
  - 2e du Grand Prix de Rennes
- 1980
  - 1rea étape du Critérium du Dauphiné libéré
  - Grand Prix de Plouay
  - Tour d'Armor :
    - Classement général
    - Prologue

  - 2e de La Marseillaise
  - 3e de la Tour du Tarn
- 1981
  - 2e étape du Tour d'Indre-et-Loire
  - 2e du Tour d'Indre-et-Loire
- 1982
  - 3e du Grand Prix d'Antibes

## Résultats sur les grands tours

### Tour de France
4 participations
- 1978 : abandon (17e étape)
- 1979 : 53e
- 1980 : 43e
- 1981 : 47e

### Tour d'Espagne
1 participation 
- 1979 : 41e